# Chondroblaste

Chrondoblastes

Les chondroplastes contiennent des chondroblastes qui sont de futurs chondrocytes. Les chondroblastes sont des cellules arrondies dont la membrane plasmique porte des microvillosités irrégulières au contact de la substance fondamentale et dont le cytoplasme est basophile. Les chondroblastes ont une synthèse protéique importante, à l'origine de la matrice extracellulaire particulièrement développée dans le cartilage. 